# 油菜 (香港)

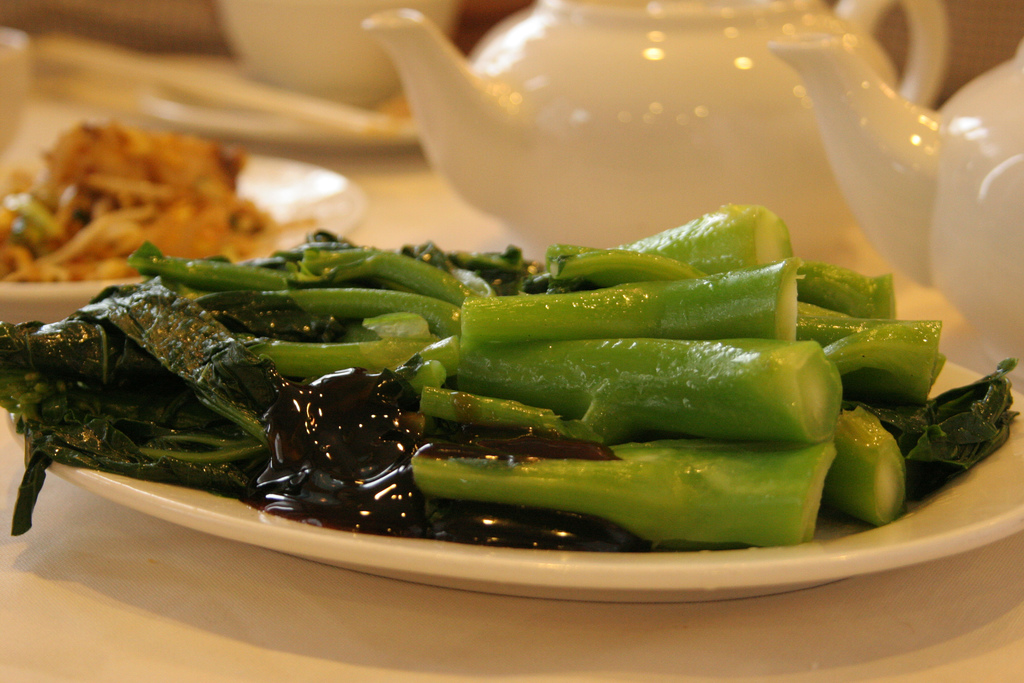
一碟港式油菜

油菜是香港食肆對蔬菜的一種烹調方法，常見於酒樓、茶餐廳、大排檔和麵檔等，其製法是把蔬菜與少量食油放進開水中一同焯熟，再加上蠔油即成。加入食油的作用是令蔬菜色澤翠綠。因為用這種方法烹調蔬菜被認為是高膳食纖維和少食油，所以有不少節食人士作為正餐的主要餸菜。
烹調港式油菜所用的主要食材一般稱為時菜，意思是時令的蔬菜，一般都是指菜心、生菜、芥蘭、通菜和娃娃菜等，不過通常以菜心、生菜和芥蘭最為常見。